# Cantone di Saint-Amand-les-Eaux-Rive gauche
Il Cantone di Saint-Amand-les-Eaux-Rive gauche era una divisione amministrativa dell'arrondissement di Valenciennes.
È stato soppresso a seguito della riforma complessiva dei cantoni del 2014, che è entrata in vigore con le elezioni dipartimentali del 2015.
Comprendeva parte della città di Saint-Amand-les-Eaux e i comuni di:
- Bousignies
- Brillon
- Lecelles
- Maulde
- Millonfosse
- Nivelle
- Rosult
- Rumegies
- Sars-et-Rosières
- Thun-Saint-Amand